# IEC 60601-1
IEC 60601-1 är en standard från International Electrotechnical Commission (IEC) specifik för elektriska medicintekniska produkter.